# Rivolte Hep-Hep
Le rivolte Hep-Hep (dal tedesco Hep-Hep-Krawalle) furono dei pogrom ai danni degli ebrei ashkenaziti perdurati dall'agosto all'ottobre 1819. Le rivolte Hep-Hep scoppiarono il 2 agosto 1819 a Würzburg, in Baviera, durante il periodo di emancipazione ebraica in Germania, per poi diffondersi nelle altre regioni della Confederazione tedesca. Molti ebrei rimasero feriti e molte delle loro proprietà distrutte, ma non risulta che vi furono dei decessi.

## Nome
Hep-Hep era il grido di battaglia dei fautori dei pogrom. La spiegazione più probabile è che si basasse sul tradizionale richiamo usato dai pastori tedeschi. Un'altra ipotesi suggerisce che si tratti di un acronimo dal latino Hierosolyma est perdita (lett. "Gerusalemme è perduta"), che si dice essere stato un grido di battaglia dei crociati. Risulta che questa teoria, di cui non vi sono prove verificabili, venne in realtà riportata su un solo giornale britannico il 28 agosto 1819, alcune settimane dopo lo scoppio dei disordini.

## Storia

### Antefatti
Le rivolte ebbero luogo in un periodo di forte tensione politica e sociale, subito dopo la fine delle guerre napoleoniche nel 1815 e la grande carestia che colpì l'Europa tra il 1816 e il 1817, e alla vigilia dei Deliberati di Karlsbad, mirati a sopprimere ogni forma di liberismo e nazionalismo tedesco. In molte città tedesche, da qualche anno, gli ebrei si erano emancipati dopo aver vissuto per secoli come non-cittadini. Lo status degli ebrei variava tra i 36 stati indipendenti tedeschi e le città-Stato libere; alcuni di questi avevano revocato degli editti contro le comunità ebree di epoca napoleonica mentre altri li mantenevano ufficialmente senza però concretizzarli. Nella maggior parte dei territori tedeschi, gli ebrei non potevano comunque lavorare nella pubblica amministrazione e nell'esercito; a loro non era neanche concessa la possibilità di insegnare nelle scuole e nelle università.
I rappresentanti ebrei chiesero formalmente l'emancipazione al Congresso di Vienna (1815), ma la loro richiesta fu respinta con violenta ostilità. Gli ebrei venivano considerati "nuovi arrivati" che tentavano di prendere il controllo dell'economia, specialmente nel settore finanziario. In Germania si diffusero molte pubblicazioni antisemite. Prendendo a modello la Haskalah e le rivendicazioni sociali diffuse in Europa dopo lo scoppio della Rivoluzione francese come, ad esempio, la Dichiarazione dei diritti dell'uomo e del cittadino, molti ebrei e attivisti per la parità di diritti iniziarono a chiedere cittadinanza e parità di trattamento. A conferma di questi cambiamenti, gli ebrei tedeschi stavano diventando concorrenti delle corporazioni economiche cristiane. Immediatamente prima dell'inizio delle rivolte, la Dieta bavarese aveva portato a termine un dibattito sull'ulteriore emancipazione degli ebrei in tutto il Regno. Amos Elon dichiara nel suo Requiem tedesco (2002):

### Lo scoppio dei disordini

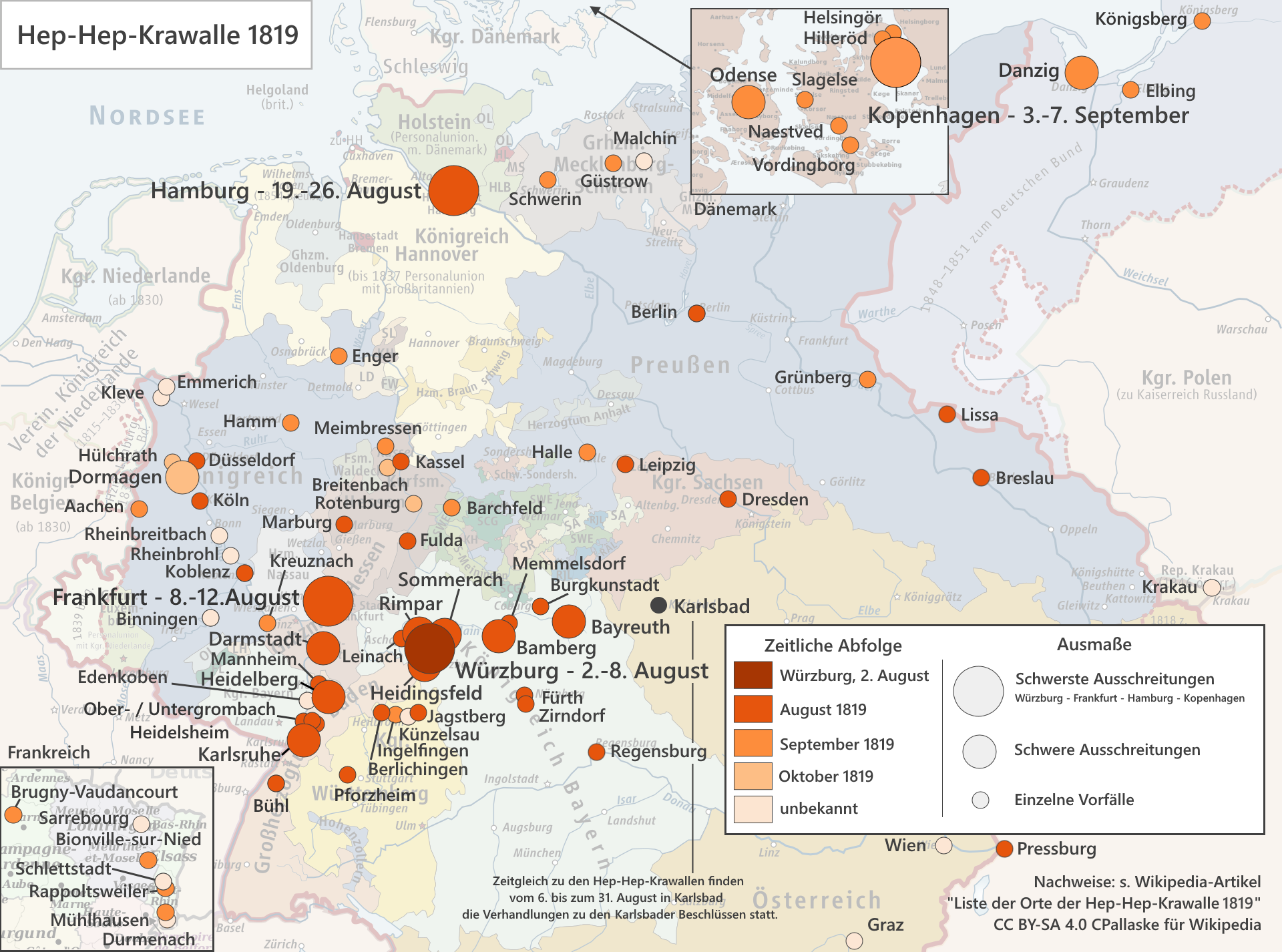
Mappa che illustra le città in cui sono scoppiati i moti degli Hep-Hep del 1819

I disordini iniziarono il 2 agosto 1819 a Würzburg. Dopo diversi giorni, le truppe giunsero sul posto. La popolazione ebraica fuggì dalla città e si accampò nelle sue vicinanze per molti giorni.
Le violenze si diffusero dapprima in altre città e villaggi bavaresi e in seguito a Bamberga, Bayreuth, Darmstadt, Karlsruhe, Mannheim, Francoforte, Coblenza, Colonia e in altre città lungo il Reno, e fino a Brema, Amburgo e Lubecca.
In alcune città, le forze dell'ordine giunsero troppo tardi o non intervennero. Nelle città in cui la milizia giunse tempestivamente, le rivolte vennero represse in tempi relativamente brevi. A Heidelberg la polizia reagì tardivamente, ma due professori e i loro studenti presero in mano la situazione e impedirono un sanguinoso pogrom riuscendo a fermare i responsabili. Ad eccezione di ciò che accadde ad Heidelberg, i cittadini delle altre città non fecero nulla per fermare le violenze.
In diverse città tra i mandanti vi furono membri della borghesia, studenti e perfino professori universitari. Ludwig Robert, un drammaturgo ebreo convertito al cristianesimo, fornì un resoconto della rivolta da parte di un testimone oculare:
I bambini giocavano davanti alla porta, ridendo e ridacchiando; raccontavano gli avvenimenti della giornata con interesse infantile. Ma nessuno degli uomini e delle donne li ammoniva e nemmeno li coinvolgeva in qualche conversazione seria. E c'erano ancora meno possibilità di vedere un prete, anche se secondo me era proprio lì che avrebbero dovuto essere, facendo da maestri della religione che tiene in così grande considerazione l'amore.
Quanto siano realmente corrotti gli uomini e quanto sia inadeguato il loro senso del diritto e della giustizia, per non parlare del loro amore per l'umanità - è chiaro dal fatto che per questi incidenti non è stata espressa indignazione nemmeno nei giornali ufficiali.... Si dice che i cittadini fossero arrabbiati con Bruckner per aver fatto chiudere subito le taverne. Minacciarono di disarcionarlo da cavallo.»
Dopo tre giorni di pogrom a Karlsruhe, giunse la fanteria e furono schierati i cannoni nelle strade. Luigi Granduca di Baden mostrò solidarietà nei confronti degli ebrei della sua capitale e si stabilì a casa di un membro importante della loro comunità. Dopodiché tornò la calma.

### Deliberati di Carlsbad
Durante le rivolte furono approvati i Deliberati di Carlsbad. Le rivolte cessarono nell'arco di un mese.

## Conseguenze
Le rivolte intensificarono le tensioni pre-esistenti tra cristiani ed ebrei in Germania, così come i disagi sociali all'interno della comunità ebraico-tedesca.
Molti sostenitori dell'emancipazione credevano che, per essere trattati alla pari degli altri, gli ebrei dovessero diventare "tedeschi" in tutto e per tutto, e aumentarono gli sforzi da parte della comunità ebrea di assimilarsi e integrarsi in Germania all'indomani delle ostilità.
Un'altra direzione è stata offerta dal movimento Wissenschaft des Judentums (lett. "Scienza del Giudaismo"). Gruppi come la Verein für Cultur und Wissenschaft der Juden (lett. "Associazione per la cultura e la scienza degli ebrei") tentarono di mettere la cultura ebraica secolare alla pari con la cultura dell'Europa occidentale. Fondato intorno al 1819 da Eduard Gans, Heinrich Heine, Leopold Zunz e Michael Beer, fu un tentativo di fornire un costrutto agli ebrei come popolo a pieno titolo e cercò di convalidare le loro tradizioni culturali secolari come se fossero su un piano di parità con quelli del popolo tedesco.
Sulla reazione ebraica, Elon scrive:
Rahel Varnhagen, un'altra ebrea convertita al cristianesimo, scrisse a suo fratello:
Purtroppo conosco il mio paese. Penso che, nell'arco di tre anni gli ebrei verranno perseguitati. Me lo confermano dei testimoni. Sai perché i tedeschi si indignano così audacemente? Perché sono i più civili, amanti della pace e obbedienti.... Il loro ritrovato amore ipocrita per il cristianesimo (che Dio mi perdoni) e per il Medioevo, con la sua poesia, l'arte e le atrocità, incita le persone a commettere l'unico abominio che possono ancora compiere quando vengono provocati, e cioè attaccare gli ebrei!... Il loro odio non nasce da autentico zelo religioso, quindi come possono odiare le altre fedi quando non amano nemmeno la propria?»